# Порья (река)
Порья — река в Мурманской области России. Протекает по территориям Терского и Кандалакшского районов. Впадает в губу Западная Порья Кандалакшского залива Белого моря.
Длина реки составляет 34 км. Площадь бассейна 240 км².
Река Порья получила своё название от одноимённой губы, а та в свою очередь от саамского слова «поррьяс» — «парусная».
Берёт начало в Колвицких тундрах на высоте 480 м над уровнем моря. Протекает по лесной, местами болотистой местности. Порожиста. В верхнем течении проходит через озеро Порье. Основные притоки: Узкая, Еловый и Быстрый. Впадает в губу Западная Порья Кандалакшского залива Белого моря. Населённых пунктов на реке нет.

## Данные водного реестра
По данным государственного водного реестра России относится к Баренцево-Беломорскому бассейновому округу, водохозяйственный участок реки — реки бассейна Белого моря от западной границы бассейна реки Йоканга (мыс Святой Нос) до восточной границы бассейна реки Нива, без реки Поной, речной подбассейн реки отсутствует. Речной бассейн реки — бассейны рек Кольского полуострова и Карелии.
Код объекта в государственном водном реестре — 02020000212101000009367.